# Frieden von Breda

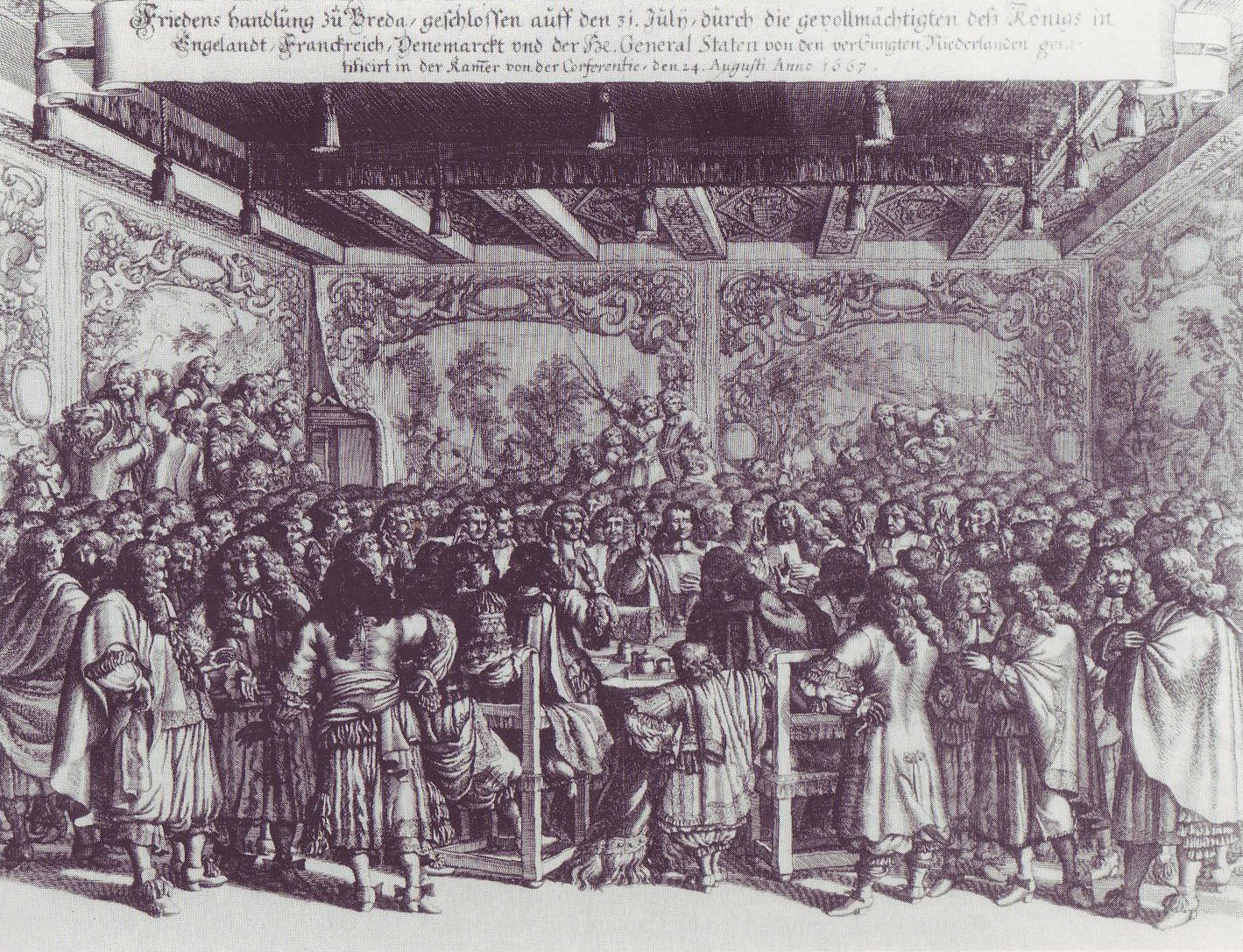
Friedenskongress in Breda; (Zeitgenössischer Stich)

Im Frieden von Breda schlossen am 31. Juli 1667 das Königreich England und die Republik der Sieben Vereinigten Niederlande einen Friedensvertrag in Breda ab, der den Zweiten Englisch-Niederländischen Seekrieg (1663–1667) beendete. Federführend war auf der niederländischen Seite Johan de Witt, welcher als Ratspensionär über 20 Jahre die Geschicke des Landes leitete.

## Geschichte
Die Bestimmungen des Friedensvertrages waren moderat. Die Bestimmungen der Navigationsakte wurden insofern erleichtert, als es den niederländischen Handelsschiffen erlaubt wurde, Handelswaren, die auf dem Rhein stromabwärts in die Niederlande transportiert wurden, nach England zu liefern. England räumte den Stützpunkt Poeloe Run in Indonesien und erkannte die niederländische Herrschaft in Suriname an, das eine kleine niederländische Expedition noch 1667 erobert hatte. Dafür behielt England die Kolonie Nieuw Nederland. Dadurch, dass sich einerseits die Niederlande aus Nordamerika zurückgezogen hatten, andererseits England aus Suriname und Indonesien, trat eine echte Entspannung ein. 
In der weiteren politischen Entwicklung traten die Gemeinsamkeiten und Differenzen Englands und der Vereinigten Niederlande weiterhin auf. Schon im Januar 1668 schlossen sich beide Länder mit dem Königreich Schweden in einer Tripelallianz zusammen, um Ludwig XIV. zum Rückzug aus den Spanischen Niederlanden zu zwingen. Der Devolutionskrieg wurde am 2. Mai 1668 im Frieden von Aachen beendet. Danach richteten sich die Expansionsbestrebungen des französischen Königs gegen die Vereinigten Niederlande, von denen er sich verraten fühlte. König Charles II. verbündete sich 1670 im geheimen Vertrag von Dover mit König Ludwig XIV. und eröffnete mit diesem 1672 den gemeinsamen Angriff gegen die Vereinigten Niederlande (→ Holländischer Krieg). Dieser Krieg wird auch als Dritter Englisch-Niederländischer Seekrieg bezeichnet. Dieser endete bereits 1674, bevor englische Truppen die Vereinigten Niederlande ab 1678 sogar im Krieg gegen Frankreich unterstützten, um dessen Vorherrschaft in Europa zu verhindern.